# 中華民国の在外機構の一覧

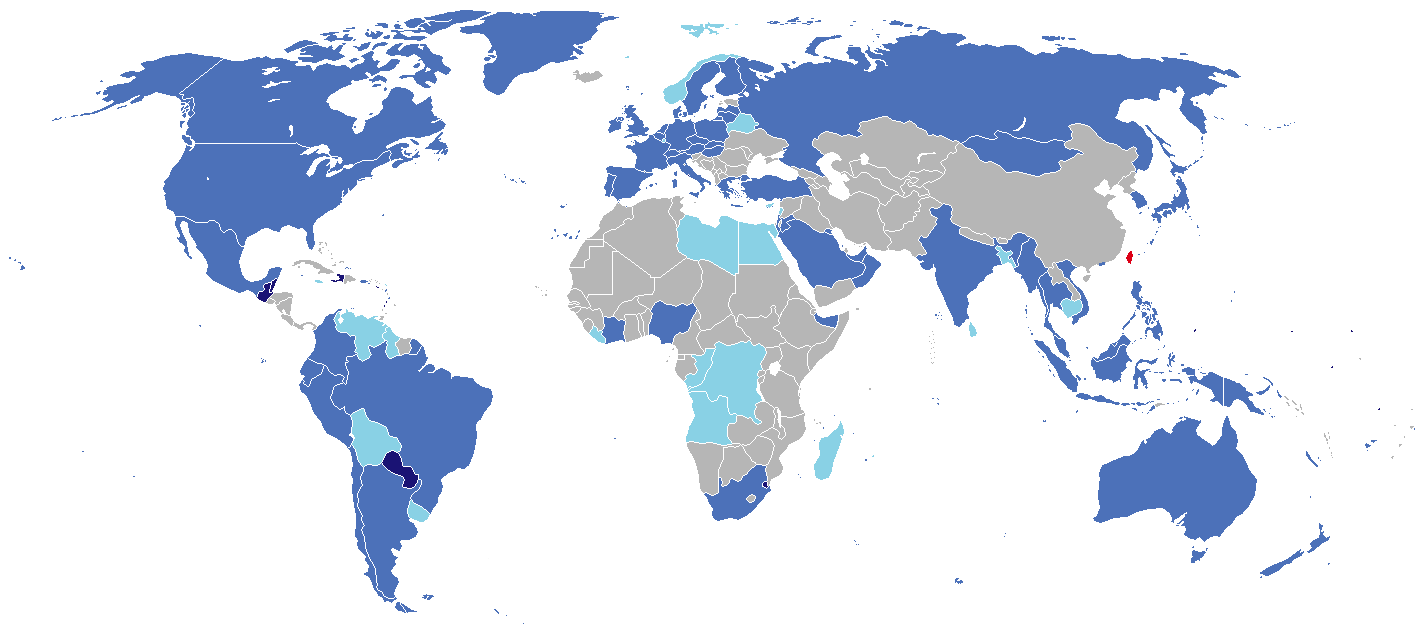
中華民国（台湾）
中華民国が在外公館を置いている国
中華民国が代表部を置いている国と地域

中華民国の在外機構の一覧の項目では、中華民国（台湾）が国交のある12カ国（2024年1月現在）に設置する在外公館と、国交のない国に設置し、実質的に在外公館にかわる役割を担う実務関係処理のための窓口機関について記す。これらについて、中華民国外交部では「駐外館處」（外交事務所）あるいは「駐外單位」（外国駐在）、「Embassies and Missions Abroad」（大使館と在外使節団）と総称している。

## 概説
中華民国は国交のある12カ国全てに大使館を設置している。一方、中華民国に大使館を設置している国も12カ国存在する。また、中華民国と国交のない60カ国に実務関係処理のための窓口機関を設置している。それらの多くは、台北経済文化代表処という名称（名称は所在国により異なる）であり、経済を中心とする実務関係の維持・発展のために設置した非政府機関である。大使館と同様に査証業務も行っている事実上の外交使節団である。
中華人民共和国と国交を結んでいる国は、同国の「一つの中国」・台湾問題に関する主張について何らかの形で肯定的な態度を表明している。これらに抵触することによる問題を避けるため、窓口機関の名称には、一般に「中華民国」「台湾」といった用語が含まれていない。
中華人民共和国の特別行政区である香港とマカオは中華民国の概念では外国に当たらないが、それぞれイギリスとポルトガルの植民地であったため、香港に「中華旅行社」、マカオに「台北経済文化中心」名義の事務所を置いていたが、2011年7月に両者とも「台北経済文化弁事処」に改称・昇格した。
在バチカン中華民国大使館は、国土の狭さから実際には中華民国との外交関係のないイタリアのローマ市に所在しているが、問題なく運営されている。
2021年2月、ガイアナに代表機構「台湾事務所」を設置すると発表したが、ガイアナが1日も経たずに合意を撤回し、設置が中止となった。ガイアナが国交を結ぶ中華人民共和国が圧力をかけたとみられている。

## 大使館・総領事館

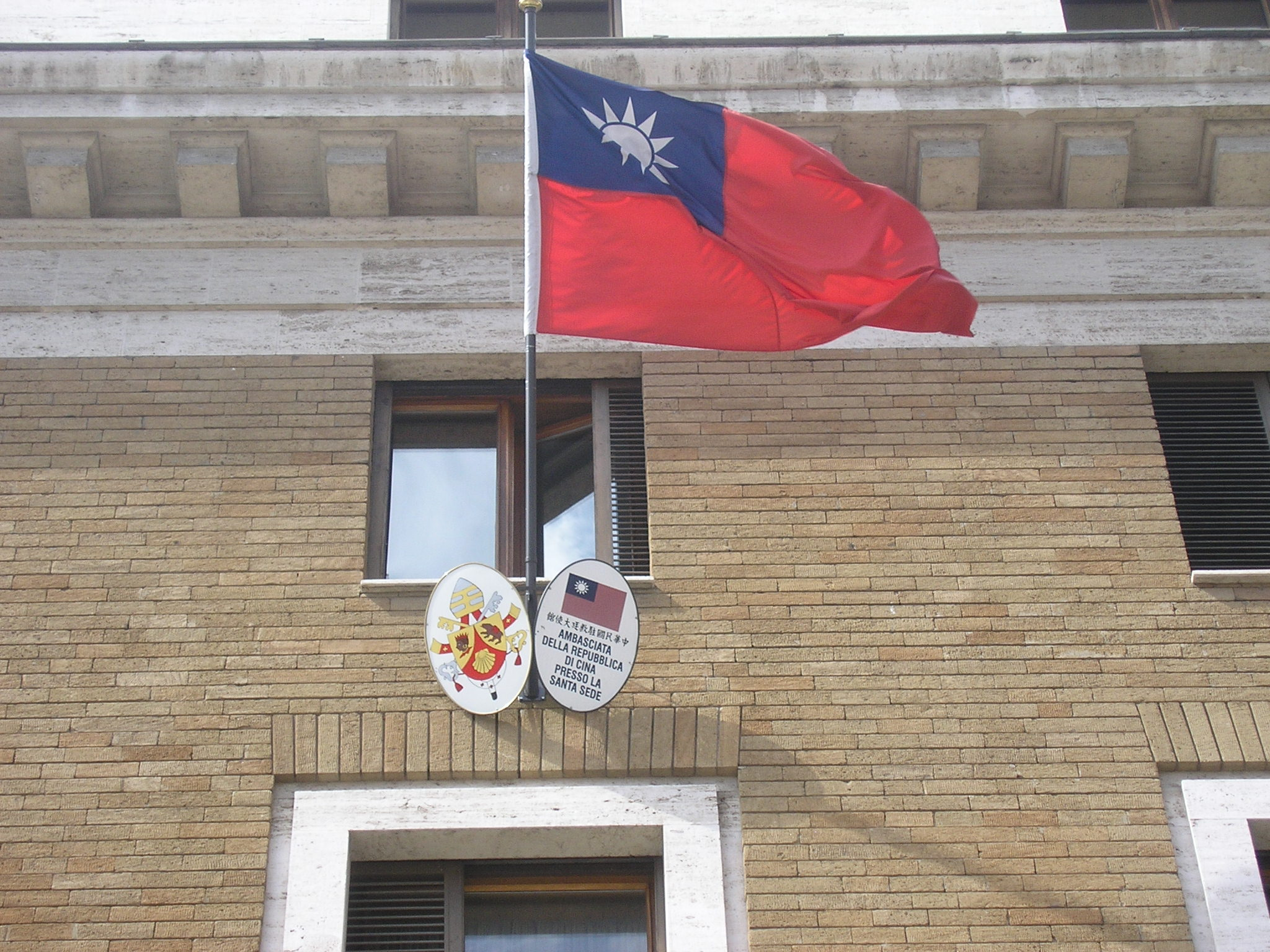
駐バチカン大使館

| アメリカ州                       | アメリカ州             | アメリカ州                               | アメリカ州                          | アメリカ州 | アメリカ州   | アメリカ州 |
| 国                               | 所在都市               | 在外機構                                 | 使領館館長（英語: Head of mission） | 兼轄 | ホームページ | 二国間関係 |
| -------------------------------- | ---------------------- | ---------------------------------------- | ----------------------------------- | --- | ------------ | ---------- |
| グアテマラ                       | グアテマラシティ       | 在グアテマラ大使館                       | 大使：鄭力城                        | ドミニカ共和国 エルサルバドル | ※            | 雙邊關係   |
| セントクリストファー・ネイビス   | バセテール             | 在セントクリストファー・ネイビス大使館   | 大使：林昭宏                        | アンティグア・バーブーダ · ジャマイカ · アンギラ · イギリス領ヴァージン諸島 · ケイマン諸島 · モントセラト · シント・ユースタティウス島 · サバ島 · シント・マールテン · サン・マルタン島 · サン・バルテルミー島 | ※            | 雙邊關係   |
| セントビンセント・グレナディーン | キングスタウン         | 在セントビンセント・グレナディーン大使館 | 大使：藍夏禮                        | グレナダ ガイアナ スリナム トリニダード・トバゴ | ※            | 雙邊關係   |
| セントルシア                     | グロスアイレット       | 在セントルシア大使館                     | 大使：陳家彥                        | バルバドス · ドミニカ国 · マルティニーク · グアドループ | ※            | 雙邊關係   |
| ハイチ                           | ペシオンヴィル         | 在ハイチ大使館                           | 大使：古文劍                        | | ※            | 雙邊關係   |
| パラグアイ                       | アスンシオン           | 在パラグアイ大使館                       | 大使：韓志正                        | | ※            | 雙邊關係   |
| パラグアイ                       | シウダー・デル・エステ | 在シウダー・デル・エステ総領事館         | 総領事：張俊彬                      | | ※            | 雙邊關係   |
| ベリーズ                         | ベリーズシティ         | 在ベリーズ大使館                         | 大使：錢冠州                        | | ※            | 雙邊關係   |
| オセアニア州                     |                        |                                          |                                     | |              |            |
| ツバル                           | フナフティ             | 在ツバル大使館                           | 大使：林東亨                        | | ※            | 雙邊關係   |
| パラオ                           | コロール               | 在パラオ大使館                           | 大使：黎倩儀 女士                   | | ※            | 雙邊關係   |
| マーシャル諸島                   | マジュロ               | 在マーシャル諸島大使館                   | 大使：蕭勝中                        | ミクロネシア連邦 | ※            | 雙邊關係   |
| ヨーロッパ州                     |                        |                                          |                                     | |              |            |
| バチカン                         | ローマ                 | 在バチカン大使館                         | 特任大使：李世明                    | マルタ騎士団 | ※            | 雙邊關係   |
| アフリカ州                       |                        |                                          |                                     | |              |            |
| エスワティニ                     | ムババーネ             | 在エスワティニ大使館                     | 大使：梁洪昇                        | モザンビーク | ※            | 雙邊關係   |

## 政府代表部
- 世界貿易機関

## 非公式機関

### 代表処

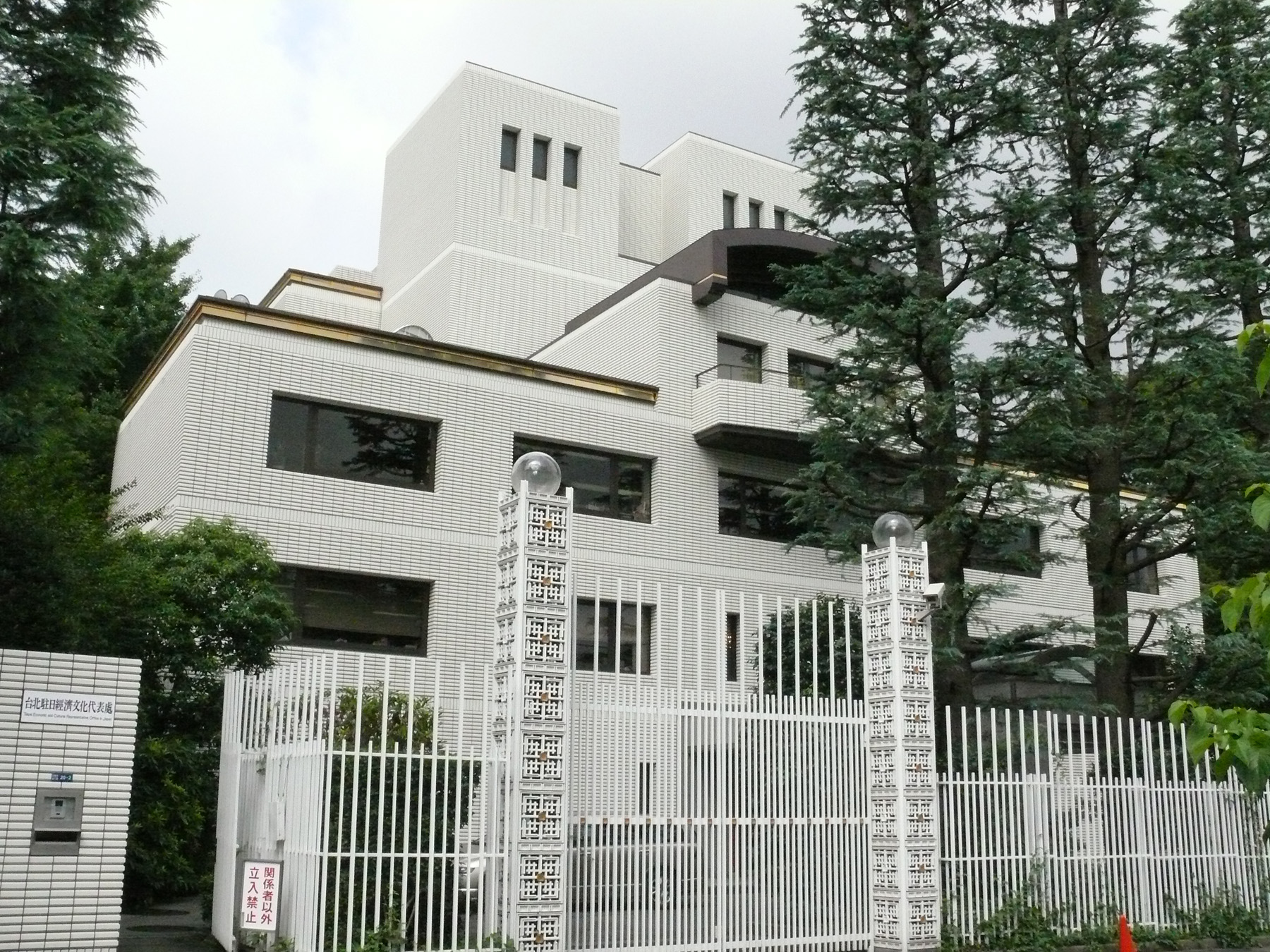
駐日本台北経済文化代表處

多くが首都に設置され、事実上、大使館に相当する。
- アイルランド
- アメリカ合衆国
- アルゼンチン
- アラブ首長国連邦
- イギリス
- イスラエル
- イタリア
- インド
- インドネシア
- エクアドル
- オーストラリア
- オーストリア
- オマーン
- オランダ
- カナダ
- 韓国
- ギリシャ
- クウェート
- コートジボワール
- コロンビア
- サウジアラビア
- シンガポール
- スイス
- スウェーデン
- スペイン
- スロバキア
- ソマリランド
- タイ
- チェコ
- チリ

- デンマーク
- ドイツ
- トルコ
- ナイジェリア
- 日本
- ニュージーランド
- バーレーン
- パプアニューギニア
- ハンガリー
- フィジー
- フィリピン
- フィンランド
- フランス
- ブラジル
- ブルネイ
- ベトナム
- ペルー
- ベルギー
- ポーランド
- ポルトガル
- マレーシア
- 南アフリカ共和国
- ミャンマー
- メキシコ
- モンゴル
- ヨルダン
- ラトビア
- リトアニア
- ロシア

※ベルギーにある代表処は、 欧州連合を兼轄している。

### 弁事処・分処
事実上、領事館に相当する。
- アメリカ合衆国
  - グアム
  - アトランタ
  - シカゴ
  - ホノルル
  - ヒューストン
  - カンザスシティ
  - ロサンゼルス
  - マイアミ
  - ニューヨーク
  - ボストン
  - サンフランシスコ
  - シアトル
- イギリス
  - エディンバラ
- イタリア
  - ミラノ
- インド
  - チェンナイ
- インドネシア
  - スラバヤ

- オーストラリア
  - ブリスベン
  - メルボルン
  - シドニー
- カナダ
  - トロント
  - バンクーバー
- 韓国
  - 釜山
- スイス
  - ジュネーヴ
- ドイツ
  - ミュンヘン
  - ハンブルク
  - フランクフルト
- 日本
  - 大阪（弁事処）
  - 札幌（分処）
  - 那覇（分処）
  - 福岡（分処）
  - 横浜（分処）

- ニュージーランド
  - オークランド
- フランス
  - エクサンプロヴァンス
- ブラジル
  - サンパウロ市
- ベトナム
  - ホーチミン
- 南アフリカ共和国
  - ケープタウン

香港・マカオは中華民国の概念では外国ではないが、それぞれイギリス・ポルトガル植民地時代からの継続設置。「一つの中国」問題を別にすれば、この2地域は交渉機関の相互設置では中国本土に先んじている。
- 中華人民共和国
  -  香港特別行政区
  -  マカオ特別行政区